# Jayac
 Jayac  (en occitano Jaiac) es una población y comuna francesa, situada en la región de Aquitania, departamento de Dordoña, en el distrito de Sarlat-la-Canéda y cantón de Salignac-Eyvigues.

## Demografía
| 268 | 264 | 248 | 219 | 194 | 180 |
| Para los censos de 1962 a 1999 la población legal corresponde a la población sin duplicidades (Fuente: INSEE [Consultar]) |     |     |     |     |     |